# Зелинский, Фома
Фома Зелинский (1802—1858) — польский археолог-любитель и коллекционер.

## Биография
Родился 28 марта 1802 года в Кракове в богатой дворянской семье. Но рано остался сиротой, и о нём заботилась Эльжбета Скотницкая, владелица богатой коллекции картин, что пробудило в юном Зелинском страсть к искусству.
Получив в Кракове начальное образование, с 1819 году продолжал обучение в Варшаве, где поступил на службу в канцелярию Варшавского магистрата; с 1829 года — в полицейском ведомстве.
В 1837—1846 годах был окружным полицейским комиссаром. Именно в этот период он начал свою коллекционерскую деятельность; собирал картины, памятники древности и старинные книги. Не имея не только специального, но и общего высшего образования, Зелинский руководился в своих изысканиях почти исключительно природным чутьём, любовью к делу, которому он посвящал все свои средства, и теми немногими указаниями, которые давал ему кружок знакомых художников.
За службу он получил многочисленные благодарности, денежные премии и ордена Св. Станислава, 4-й степени и Св. Анны 3-й степени.
В декабре 1846 года Зелинский был назначен в Келецким уездным начальником. Его пребывание на этом посту характеризуется весьма неоднозначными оценками. Тем не менее, он внёс большой вклад в развитие города, особенно в области эстетики городского пространства. Он способствовал инвентаризации исторических зданий в уезде, а также охранению епископского дворца — выдающегося памятника польского барокко.
В Кельцах он построил дом, где и разместил собранные коллекции. Особенно ценной была его коллекция картин (свыше 350 экземпляров); в том числе 55 картин итальянских художников, 41 — голландских и фламандских, 34 — немецких, 29 — французских, 5 — испанских и до 150 картин работы польских художников и иностранных, живших в Польше. В этой коллекции имелось 2 картины XV столетия и 13 картин XVI столетия. Каталог картинной галереи Зелинского впоследствии был составлен С. Саховичем, многочисленная же коллекция ценных древностей, собранных им, описана Лепковским под заглавием: «Zbiór ś. p. Tomasza Zielińskiego w Kielcach» (Варшава, 1860).
Скончался 18 июня 1858 года в Кельце. Похоронен на кладбище Старые Повонзки.
В результате сложных наследственных дел усадьбу в Кельце унаследовала его вдова, а картинную галерею и коллекции — его дальний родственник Александр Брониковский из Варшавы.